# Pilisvörösvár
Pilisvörösvár [ˈpiliʃvørøʃvaːr] (deutsch Werischwar) ist eine Stadt in Ungarn in den Budaer Bergen mit knapp 14.000 Einwohnern (Stand 2011), darunter ein hoher Anteil ungarndeutscher Einwohner (Donauschwaben).

## Geographische Lage
Pilisvörösvár liegt etwa 17 km nordwestlich von Budapest entfernt und damit  im Naherholungsgebiet der Hauptstadt. Der Ort hat einen Bahnhof an der Bahnstrecke Budapest–Esztergom. In unmittelbarer Nähe liegt der Pilis, mit 757 Metern Höhe die höchste Erhebung des Pilisgebirges.

## Geschichte
Auf dem Gebiet der Stadt gab es schon ein römisches Lager. Unter den Osmanen, die das Land bis 1686 besetzt hielten, wurde zum Schutz der Straße zwischen Ofen (Buda) und Gran (Esztergom) eine rote Plankenburg errichtet, die der neuzeitlichen Gemeinde den Namen gab.
1645 ging Vörösvár neben Ländereien in den Besitz von Ladislaus Graf Csáky über. Er initiierte die Ansiedlung von Deutschen (die ersten Familien kamen 1692/96 nach Werischwar) aus dem süddeutschen Raum. Die katholische Liebfrauengemeinde (die heutige Hauptpfarrei) wurde 1692 gegründet. Seit dieser Zeit werden das sonntägliche Hochamt um 10:00 und das Kirmes- (Kiritog-)Hochamt an Mariä Himmelfahrt (15. August) auf Deutsch gelesen. 1715 werden die Dominikaner Eigentümer, anschließend 1745 wechselt es in den Besitz des Grafen Imre Esterházy dem Erzbischof von Gran.
Im 19. Jahrhundert wuchs die Bevölkerung von Werischwar/Pilisvörösvár rasant, nicht zuletzt aufgrund des Ende des 19./Anfang des 20. Jahrhunderts neu eröffneten Bergwerks am Rande der Gemeinde. Werischwar entwickelte sich zu dieser Zeit zu einer multiethnischen Gemeinde (Gründung der Bergmannskolonie Bányatelep an der Wiener Straße), wobei der alte Dorfkern (um den Kirchplatz) seinen deutschen Bevölkerungscharakter bis heute bewahrt hat. Bis zum Zweiten Weltkrieg besaß die Gemeinde eine bedeutende jüdische Gemeinde. 1944 wurden 50 jüdische Familien deportiert, nur fünf Überlebende kehrten nach dem Krieg zurück. In den Jahren 1945/46 saßen viele deutsche Bewohner auf „gepackten Koffern“. Die Gemeinde (nebst der Nachbargemeinde St. Iwan bei Ofen) blieb jedoch von der Vertreibung verschont, so dass Werischwar heute als die größte (ungarn)deutsche Siedlung Ungarns gilt. Über die Gründe, warum es in Werischwar keine Vertreibung gab, gehen die Meinungen bis heute auseinander.
Die Entwicklung der Gemeinde fand auch nach 1945 keinen Abbruch. In den 1960er Jahren erhielt die Gemeinde eine weiterführende Schule (Gymnasium), das heutige Friedrich-Schiller-Gymnasium. Der Zuzug von Neubürgern nach 1945 hat den multiethnischen Charakter der Gemeinde weiter gestärkt. Die Erfahrungen der ersten Nachkriegsjahre (Verbannung des Deutschen aus der Öffentlichkeit) und die seit Ende des 19. Jahrhunderts fehlende Infrastruktur muttersprachlichen Unterrichts und die immer größere Zahl von Mischehen haben seit dieser Zeit den Prozess der sprachlichen Assimilierung beschleunigt.
Heute kann Werischwar bestenfalls als zweisprachige Gemeinde gelten, wobei die Bemühungen auf dem Gebiet des deutschsprachigen Fachunterrichts seit der Wende, unter anderem am Schiller-Gymnasium, wo 70 % des Stundendeputats auf Deutsch unterrichtet wird, nicht zu unterschätzen sind. Genauso ist auf die Tätigkeit des aus St. Iwan stammenden Abtpfarrers Stefan Marlok (1912–1994, Pfarrer von Werischwar 1945–1987) hinzuweisen, der selbst in den Jahren der Rákosi-Ära deutsche Seelsorge betrieben hat. Im Jahr 1997 erhielt Pilisvörösvár den Status einer Stadt.

## Bevölkerung
Bei der letzten Volkszählung (2011) bekannten sich von den 13.667 Einwohnern 3804 Menschen zur deutschen Nationalität (etwa 28 %). Mit je knapp 1 % sind die Slowaken und Roma noch nennenswert in der Bevölkerung der Stadt vertreten.
Die Einwohner bekennen sich zu folgenden Religionen: 73,3 % sind römisch-katholisch, 0,8 % griechisch-katholisch, 6,1 % reformiert, 0,7 % evangelisch-lutherisch und 0,4 % sind Angehörige anderer Kirchen oder Religionen. 5,5 % geben an, keiner Religion anzugehören und bei 13,1 % ist die religiöse Orientierung nicht bekannt.

## Partnerstädte
Aufgrund der Tatsache, dass es eine größere deutschstämmige Minderheit gibt, überrascht es nicht, dass die Gemeinde 1996 offiziell Partnerschaft mit zwei deutschen Gemeinden geschlossen hat, nämlich mit
- Gröbenzell bei München, zu dem seit 1989 Kontakte bestanden,
- Gerstetten in Baden-Württemberg, wohin es seit 1986 kulturelle Beziehungen gab.

Kulturelle Partnerschaften und freundschaftliche Beziehungen bestehen mit
- Schramberg in Baden-Württemberg seit Mitte der 1980er Jahre
- Wehrheim in Hessen seit 1985
- Mica seit 1992 und Borsec seit 1999, beide in Siebenbürgen, Rumänien.

## Galerie

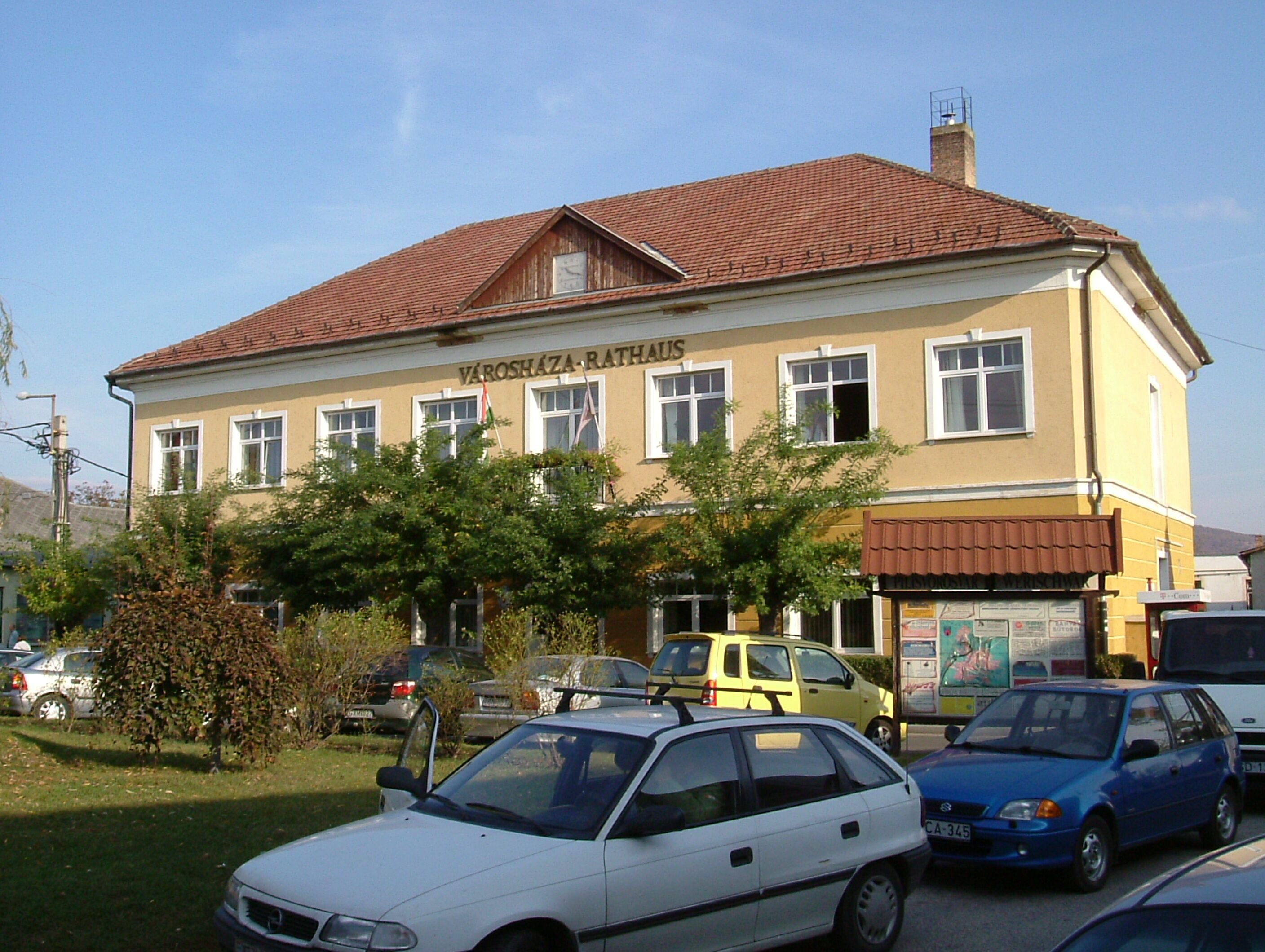
Rathaus
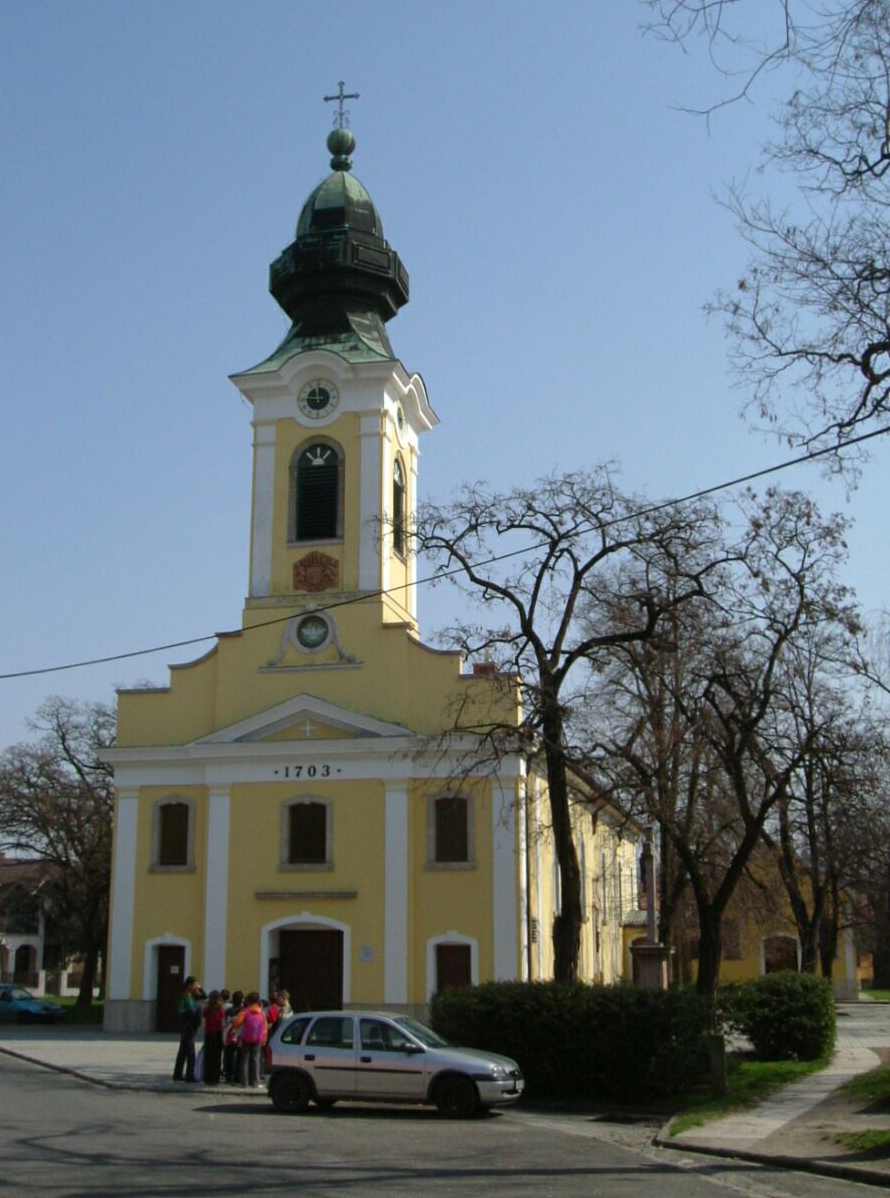
Die Kirche von 1703
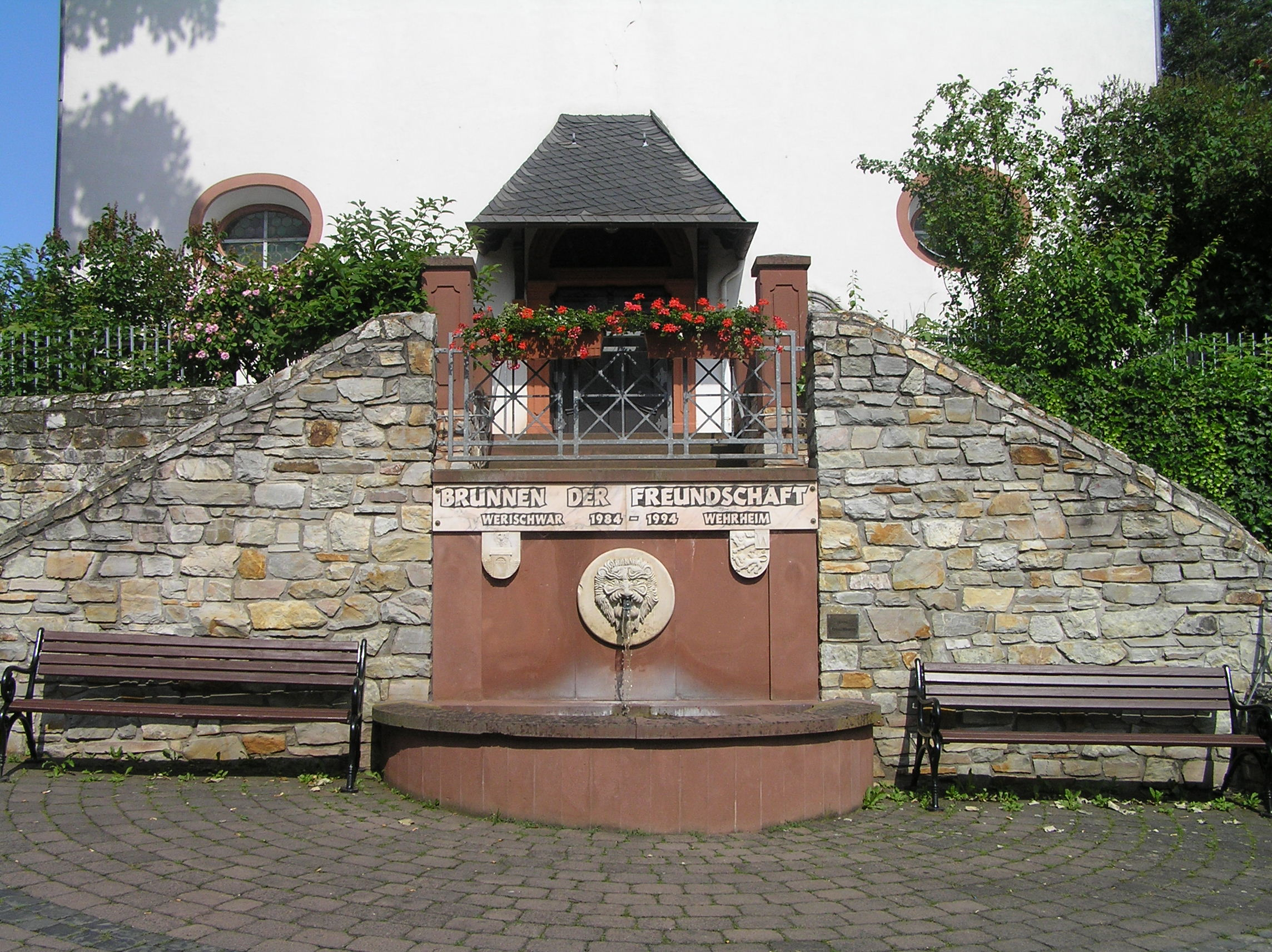
"Brunnen der Freundschaft" in Wehrheim